# ATT R&D

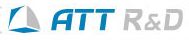
Logo von ATT R&D

ATT R&D Co., Ltd. (kor. 고급 교통 기술, seltener auch Advanced Transportation Technologies R&D) war ein südkoreanischer Entwickler und Hersteller von Elektrofahrzeugen.
Das Unternehmen wurde 1999 in Korea gegründet. Im Jahr 2002 war der Bau einer Produktionsanlage in Sutherlin (Oregon, USA) geplant.
Im Jahr 2014 existierte das Unternehmen noch. Bis 2016 war die Website noch erreichbar und bewarb (mit einem auf 2003 datierten Prospekt) eines der Modelle als Leichtelektromobil und Golfcaddy.

## Modelle
Das erste Fahrzeug war der im Jahr 2003 präsentierte ATT Invita. Er war als Zweisitzer, Viersitzer, Sechssitzer oder als Nutzfahrzeug erhältlich. Er wurde auch als zwei- oder viersitziger Golfcaddy angeboten. Mit einem 72-V-Gleichstrommotor sollte eine Höchstgeschwindigkeit von 40 km/h erreicht werden. Die Serienproduktion des Invita begann 2002. Nach Unternehmensangaben wurden vom Invita 150 Stück hergestellt, von denen 80 in die USA verkauft wurden. Den Invita gab es auch als unbemannte Ausführung für militärische Zwecke.
Ein weiteres Modell war der Always. Er soll ab 2004 in Serie gebaut worden sein.
Der seit 1997 entwickelte und 2011 vorgestellte fahrbereite Prototyp Parade kam einem konventionellen Automobilkonzept am nächsten. Der viertürige, mit Elektromotor angetriebene Kleinwagen, für den eine Reichweite von rund 100 km (oder bis zu 242 km) und eine Höchstgeschwindigkeit von 110 km/h angegeben wurden, sollte zu einem Preis von 20.000 US-Dollar erhältlich sein. Der Prototyp nahm auf der rund 700 km langen Tour de Sol 2001 zwischen Massachusetts and New York City teil. Eine Serienproduktion konnte jedoch nicht finanziert werden. Eine andere Quelle schreibt das Modell Parade einem anderen Hersteller zu.
Im Jahr 2012 wurde in Japan das Nutzfahrzeug Smart Porter mit Elektroantrieb präsentiert. Der Verkaufsstart dieses Fahrzeugs wurde für 2014 angekündigt.
Als Einzelauftrag wurde auch eine elektrische Straßenbahn produziert. Zudem wurden verschiedene einzelne Fahrzeuge auf Elektroantrieb umgebaut.